# RQ-180隱形無人偵察機
諾斯洛普·格魯曼RQ-180（英文：Northrop Grumman RQ-180）是美國隱形無人偵察機，常被用於有爭議的空域进行侦察任务。截至2019年，還沒有發布過任何圖像或聲明，但是越來越多的證據表明RQ-180的存在及其在前線常態性使用。據報導，愛德華空軍基地的工作人員將RQ-180暱稱為“大白蝙蝠”和“Shikaka”。

## 發展
在 1999 年 SR-71 Blackbird退役後，美國空軍缺乏能夠穿透由先進防空系統保護的空域的情報平台。RQ-180 旨在完成之前由高速的 SR-71 完成任務。
RQ-180 是聯合無人作戰航空系統項目的後續項目，該項目於 2005 年底被取消，當時美國海軍(USN) 想要一架艦載機（這導致了UCAS-D），而美國空軍(USAF) 想要一個更大的遠程全球打擊平台。2005 年 12 月，該計劃一分為二，美國海軍啟動了創建諾斯羅普·格魯曼公司 X-47B的 UCAS-D 計劃，美國空軍啟動了一個“機密計劃”。經過幾個月的研究，該計劃在 2013 年 12 月 9 日的《航空周刊與空間技術》
RQ-180 是通過美國空軍的機密預算秘密資助的。諾斯羅普·格魯曼(Northrop Grumman) 在擊敗波音和洛克希德·馬丁(Lockheed Martin ) 的比賽后獲得了製造飛機的任務。據信諾斯羅普·格魯曼公司於 2008 年獲得了 RQ-180 的開發合同，並於 2013 年開始交付低速生產飛機。據報導， 51 區的衛星圖像顯示可以容納 130 英尺（40 米）的大型機庫或更大的飛機翼展。RQ-180 還可能與諾斯羅普·格魯曼公司在加利福尼亞州帕姆代爾的美國空軍第 42 工廠的生產設施擴建有關。
據《航空周刊》報導，RQ-180 的秘密開發解釋了美國空軍官員的公開聲明，他們呼籲滲透情報、監視和偵察(ISR) 能力，而沒有公開承認製造這種能力的努力。這可能解釋了該服務缺乏對 RQ-4 Global Hawk的承諾，而是更高優先級的“機密平台”。美國空軍也不想購買和維護大量MQ-1 Predator和MQ-9 Reaper系統，以便擁有能夠穿透被拒空域並持續提供 ISR 覆蓋的飛機。 RQ-180 还可能导致 2009 年终止 Next-Generation Bomber （NGB）计划的成本以及後續Long Range Strike Bomber(LRS-B) 計劃的出現，該計劃將更便宜並與無人機一起使用。由於 RQ-180 的原因，美國空軍 MQ-X 計劃尋找平台來取代死神已於 2012 年被取消。
RQ-180 的研製被認為與 LRS-B 計劃有關，該計劃將使新型戰略轟炸機與“一系列系統”一起運行，包括Long Range Stand Off Weapon、常規即時全球打擊導彈和電子攻擊和 ISR 平台；RQ-180 填補了電子攻擊和 ISR 的角色。 2015年10月27日，LRS-B開發合同也授予諾斯羅普·格魯曼公司。
洛克希德馬丁公司正在開發自己的解決方案，以解決在防禦空域運行 ISR 的問題，稱為SR-72，它依賴於高超音速飛行。諾斯羅普·格魯曼公司的隱身設計被認為不太容易受到採購問題和風險技術的影響，並且可能會在 2015 年盡快投入使用。由於雷達吸收材料的熱應力，高超音速偵察機的隱身性能較差，並且會從而更早地被檢測到。移動目標可能會在 SR-72 到達它們之前改變位置。
2020 年 11 月，出現了第一張相信是 RQ-180 的照片。這架飛機被發現在愛德華茲空軍基地上空高空飛行。  2021 年 9 月，出現了第二張照片，描繪了這架飛機在菲律賓上空的高空。 一些觀察家指出，照片中的飛機在外觀上與洛克希德·馬丁公司的 P-175 Polecat相似。

## 設計
RQ-180 解決了在防禦空域執行穿透 ISR 任務的需要，該任務在 1999 年洛克希德 SR-71 Blackbird退役後無人看管。它配備了AESA 雷達和無源電子監視措施，並且可以能夠執行電子攻擊任務。RQ-180 展示了從在許可環境中運行的無人機（例如 RQ-4 Global Hawk和 MQ-9 Reaper）向可以在有爭議的空域執行任務的無人機的轉變。它比RQ-170 Sentinel更大、更隱蔽、射程更遠以前曾用於這些類型的任務。據信，RQ-180 的大小與全球鷹差不多，重 32,250 磅（14,630 千克），具有相似的續航能力（24 小時）和射程（12,000 海裡（14,000 英里；22,000 公里））。這遠遠超過了 RQ-170 5-6 小時的續航時間。與以前的隱形飛機如F-117 Nighthawk、F-22 Raptor和F-35 Lightning II相比，它具有卓越的全方位、寬帶雷達橫截面減小功能。機身俱有卓越的空氣動力學特性，可提供更好的航程、續航能力和服務上限。
RQ-180 被認為具有與 X-47B 類似的曲柄風箏佈局，但翼展更長，可能高達 130 英尺（40 米）。諾斯羅普·格魯曼公司聲稱該機翼比B-2 Spirit的飛翼形狀更具可擴展性和適應性。航空周刊》構建了隱身無人駕駛飛機的概念圖像，包括在雜誌封面上的一張，它可以穿透對手最先進的防空系統，執行情報、監視或偵察任務。據報導，愛德華茲空軍基地的工作人員將 RQ-180 稱為“大白蝙蝠”和“ Shikaka”。
其他評論員認為，RQ-180 可以作為先進的通信中繼節點，集成一套下一代數據鏈技術，包括B-2、B-21、F-22和F-35 的技術。

## 用户
- 美国空军
  - 美国空军空战司令部
    - 第74侦察中队（英语：74th Reconnaissance Squadron）-比尔空军基地,(加利福尼亚州)[4]
    - 第417测试与评估中队（英语：417th Test and Evaluation Squadron）-爱德华兹空军基地, (加利福尼亚州)[3]

## 規格
基本信息
- 机组：無人
- 翼展：130英尺（40）

性能
- 升限：60,000英尺（18,000）[5]

## 外部連結
- Aviation Week release （页面存档备份，存于）
- Aviation Week's "The Road to Stealth UAS" （页面存档备份，存于）